# 北条英時
北条 英時（ほうじょう ひでとき）は、鎌倉時代末期の北条氏の一門。鎌倉幕府最後の鎮西探題（在任：元亨元年12月25日（1322年1月13日） - 正慶2年/元弘3年5月25日（1333年7月7日））。父は赤橋流の北条久時。幕府最後の執権・北条守時の弟。赤橋 英時（あかはし ひでとき）とも称される。

## 生涯
元亨元年（1321年）12月25日、阿曾随時の後を受けて鎮西探題に任じられて博多に赴く。
鎌倉幕府討幕運動が九州にまで及ぶと、その鎮圧に努めた。正慶2年/元弘3年（1333年）3月13日には後醍醐天皇の綸旨を受けて攻めてきた菊池武時を、少弐貞経や大友貞宗らと共に返り討ちにして敗死させ、さらに英時の養子で肥前守護の規矩高政に菊池氏や阿蘇氏をはじめとする反幕府の残党勢力の追討に務めさせ、3月26日には松浦氏に大隅・野辺・渋谷などの反幕勢力を攻めさせた。しかしこのため博多の防備が極めて手薄になり、4月7日に安芸の三池氏らを招集して博多防衛に当たる事になる。
5月7日に京都で六波羅探題が足利尊氏らによって陥落させられた情報が九州にまで届くと、それまで従順であった貞経や貞宗、さらには島津貞久らが離反して攻めて来る。英時は懸命に防戦したが敗れ、5月25日に博多にて金沢種時をはじめ一族240名（340名とも）と共に自害した。得宗の北条高時など主だった北条一門が鎌倉で自害して滅んだ3日後のことであった。

## 人物像
英時は和歌に優れた教養人でもあり、『松花和歌集』や『続現葉和歌集』、『臨永和歌集』などには多くの作が収められ、鎌倉時代末期の九州二条派の和歌界の中心だったという。また、英時の探題在任中に発給された書状約100通ほどが、今日においても現存されており、歴史を知る上において貴重な史料となっている。
作家の吉川英治は『私本太平記』中で「難治の地である九州で10年以上も探題職を務めた英時の能力・人望は余人に秀でていた。後日、足利尊氏が九州で勢いを盛り返した際にも、英時の義弟（尊氏の正室・赤橋登子は英時の妹）であるという点が九州諸豪族の心を動かす一因となったのではないか」と考察している。